# Nephodia tapponia
Nephodia tapponia är en fjärilsart som beskrevs av Thierry-mieg 1892. Nephodia tapponia ingår i släktet Nephodia och familjen mätare. Inga underarter finns listade i Catalogue of Life.